# Fix-up
Un fix-up (o fixup) è un romanzo o una novella creata tramite l'unione di diversi racconti o storie brevi, a prescindere che questi fossero prima connessi tra loro, o che fossero stati già pubblicati o meno. 
Molto spesso, l'autore fa un lavoro di editing sul materiale pre-esistente per renderlo coerente e formare un'unica trama, ma può anche scegliere di comporre il romanzo semplicemente come un "mosaico" dei racconti già scritti, senza aggiungere o modificare nulla. 

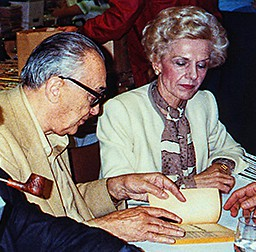
Lo scrittore di fantascienza A. E. van Vogt con la moglie Lydia

Il termine è stato coniato dallo scrittore di fantascienza A.E. Van Vogt, che pubblicò numerosi romanzi ricavati da storie brevi che aveva già pubblicato, come ad esempio I ribelli dei 50 soli e Crociera nell'Infinito. La definizione di "fix-up" divenne comunque più frequente a partire dal 1979, quando comparve nell'Encyclopedia of Science Fiction, a cura di Peter Nicholls, nella quale viene inoltre accreditata la creazione del termine a Van Vogt.
La dicitura "fix-up", che in inglese si traduce come "aggiustare, sistemare", fa riferimento appunto al lavoro dello scrittore, che deve operare modifiche e "aggiustamenti" alle sue opere brevi precedenti per poterne trarre una unica, che mantenga la coerenza interna, lo sviluppo dei personaggi e che non presenti errori, contraddizioni o paradossi. Tuttavia non mancano esempi di fix-up che non seguono la strada del romanzo classico, ma che presentano piuttosto un ciclo di storie separate che mantengono solo l'ambientazione o una sottile trama di fondo: ne sono esempi Cronache Marziane di Ray Bradbury o Io, Robot di Isaac Asimov.
La tecnica non è comunque esclusiva della fantascienza. Ad esempio, il giallista Raymond Chandler la utilizzò in almeno tre dei suoi romanzi, tra cui Il Grande Sonno.